# Grenada na Mistrzostwach Świata w Lekkoatletyce 2015
Grenada na Mistrzostwach Świata w Lekkoatletyce 2015 – reprezentacja Grenady podczas Mistrzostw Świata w Pekinie liczyła 3 zawodników.

## Występy reprezentantów Grenady

### Mężczyźni

#### Konkurencje biegowe
| Konkurencja   | Zawodnik      | Runda 1  | Runda 1 | Półfinał | Półfinał | Finał    | Finał   |
| Konkurencja   | Zawodnik      | Rezultat | Pozycja | Rezultat | Pozycja  | Rezultat | Pozycja |
| ------------- | ------------- | -------- | ------- | -------- | -------- | -------- | ------- |
| Bieg na 400 m | Kirani James  | 44,56    | 10. Q   | 44,16    | 2. Q     | 43,78    | brąz    |
| Bieg na 400 m | Bralon Taplin | 46,27    | 42.     | NQ       | NQ       | NQ       | NQ      |

#### Konkurencje techniczne
| Dziesięciobój | Dziesięciobój       | Dziesięciobój | Dziesięciobój | Dziesięciobój |
| Zawodnik      | Konkurencja         | Wynik         | Punkty        | Pozycja       |
| ------------- | ------------------- | ------------- | ------------- | ------------- |
| Kurt Felix    | Bieg na 100 m       | 11,02         | 856           | 18.           |
| Kurt Felix    | Skok w dal          | 7.66          | 975           | 3.            |
| Kurt Felix    | Pchnięcie kulą      | 15,02         | 791           | 4.            |
| Kurt Felix    | Skok wzwyż          | 2,10 (SB)     | 896           | 4.            |
| Kurt Felix    | Bieg na 400 m       | 49,89         | 820           | 20.           |
| Kurt Felix    | Bieg na 110 m p.pł. | 14,58 (PB)    | 901           | 12.           |
| Kurt Felix    | Rzut dyskiem        | 45,95 (PB)    | 786           | 3.            |
| Kurt Felix    | Skok o tyczce       | 4,50          | 760           | 21.           |
| Kurt Felix    | Rzut oszczepem      | 63,41         | 789           | 6.            |
| Kurt Felix    | Bieg na 1500 m      | 4:32,57 (PB)  | 728           | 11.           |
| Razem         | Razem               | Razem         | 8302 (NR)     | 8.            |